# Lijst van Noorse rampen
Dit is een lijst met rampen op Noors grondgebied. In deze lijst zijn alleen gebeurtenissen opgenomen waarbij vijf of meer doden zijn gevallen waarbij geen verwantschap tussen de doden bestond en gebeurtenissen waarbij er sprake is van een zeer groot effectgebied. Ook rampen op het grondgebied van de onder Noorwegen vallende archipel Spitsbergen zijn in deze lijst opgenomen.

## Voor 1700
- 1345
  - 1 september – Aardverschuiving in het Gauldalen. Circa 250 mensen komen om het leven bij deze natuurramp
- 1594
  - Vijftien schepen vergaan in een zware storm. Over het algemeen wordt geschat dat tussen de 300 en 600 mensen verdronken in deze tragedie. Dit is waarschijnlijk de grootste tragedie langs de Noorse kust in vredestijd.
- 1625
  - 23 februari – Het Gjæslingongeluk. Grote vissersramp na een orkaan in de Foldafjord. 210 vissers verdrinken hierbij.
  - 1 juli – Aardverschuiving in Sør-Trøndelag bij Trondheim. 20 doden.
- 1679
  - 16 februari – Zware lawine nabij Ørsta in Møre og Romsdal. In het plaatsje Valset vallen 27 doden en in Skylstad 28.
- 1692
  - 16 schepen uit Nordland vergaan op weg naar Bergen bij Stadhavet met de lading. Een groot deel van de bemanning komt hierbij om.

## 18e eeuw
- 1717
  - 24 december – Vergaan van het fregat Lossen bij Vesterøy aan de ingang van de Oslofjord, tijdens de elders in Europa beruchte Kerstvloed. 55 van de 103 opvarenden komen hierbij om het leven.
- 1718
  - 1 december – Zware sneeuwstorm in het Tydal. 3.800 Zweedse soldaten komen hierbij om het leven.
- 1731
  - 2 januari – Aard- en sneeuwverschuiving nabij het plaatsje Stranda in Møre og Romsdal. Zeventien doden.
- 1725
  - 8 maart - Het VOC-schip Akerendam vergaat bij het Noorse eiland Runde. Het schip had onder meer negentien kisten met gouden en zilveren munten bij zich. Alle 200 bemanningsleden komen om het leven.
- 1742
  - 2 oktober - Het schip Westerbeek vergaat op de Noorse kust. Elf opvarenden verdrinken.
- 1750
  - 1 maart – Door een zware storm vergaat een vissersschip uit Tønsberg. Vijftien mannen komen om.
- 1756
  - 22 februari – Door een aardverschuiving bij Langfjorden in de provincie Møre og Romsdal komen 32 personen om.
- 1760
  - Een aardverschuiving bij Dale in de provincie Rissa kost aan zeventien mensen het leven.
- 1763
  - Veertien sloepen vergaan nabij Selje, en tussen vijftien en de twintig personen komen hierbij om.
- 1770
  - 1 januari – Op deze nieuwjaarsdag veroorzaakt een lawine bij Ørsta 27 doden.
- 1786
  - In de winter verdrinken zes vissers uit Noord-Vågsøy op zee.
- 1789
  - 24 juli – De overstroming Storofsen in het Gudbrandsdalen en omliggende dalen na het smelten van veel sneeuw. 72 mensen komen om, waarvan 61 in het Gudbrandsdalen.
- 1794
  - mei – Zes vissers uit Vågsøy en Saltkjel verdrinken op zee.

## 19e eeuw
- 1802
  - 5 maart – Een zware storm nabij de Vesterålen kost ten minste 26 vissers het leven.
- 1810
  - Een aardverschuiving in Pollfjellet kost aan veertien mensen het leven.
- 1811
  - 2 december – Een aardverschuiving in de provincie Sogn og Fjordane bij Arnafjordeni Vik. Hierdoor komen 45 mensen om.
- 1816
  - 7 maart – Een aardverschuiving nabij Tillar aan de rivier Nidelva, vlak bij Trondheim kost aan vijftien dorpelingen het leven.
- 1822
  - 1 maart – Een zeer zware orkaan kost langs de Noorse westkust (Provincie Vestlandet) aan ten minste 300 mensen het leven.
  - 26 mei – Grote kerkbrand in Grue, Hadmark. 113 kerkgangers overleven dit drama niet.
- 1829
  - februari – Vijf vissers uit Noord-Vågsøy komen om in een grote storm.
  - november – In een zware novemberstorm verdrinken vijf vissers uit Kråkenes.
- 1835
  - In een zware orkaan komen vijf mensen om, onderweg van Osmundsvåg naar Raudeberg. Waarschijnlijk zijn ze door de storm in zee geblazen.
- 1843
  - Negen vissers uit Måløy en Raudeberg komen om op zee tijdens stormweer.
- 1847
  - januari – Zes haringvissers uit Våge verdrinken op zee.
- 1849
  - 11 februari – Lofotenstorm van 1849. Door de gevolgen van deze orkaan verdrinken ten minste 500 mensen.
- 1852
  - Zes vissers uit Gotteberg komen om bij vissen op koolvis in de buurt van Bremanger.
- 1862
  - Vergaan van de schoener Maria nabij Selje. Zes doden.
- 1868
  - 31 maart – Lofotenstorm van 1868. 96 vissers komen op zee om het leven.
- 1870
  - 23 april – Een aardverschuiving in Hokstad op Ytterøy in Nord-Trøndelag kost aan zeven mensen het leven.
- 1873
  - 1 december – 21 personen worden gedood door een lawine in Sogn og Fjordane.
- 1875
  - maart – Even buiten de stad Selje komen acht mensen om het leven in een zware storm.
- 1876
  - In 1876 verdrinken acht mensen in de buurt van Bryggja - vier mannen, drie vrouwen en een kind - toen hun boot kapseisde bij de Rugsundkyrkja. Een man, een meisje en een jongen werden gered van de kiel van de omgeslagen boot.
- 1878
  - Vijf vissers uit Stryn komen onderweg naar de visgronden bij Vågsvåg.
- 1885
  - 11 februari – Het vissersschip Garnbåt uit Rødøy vergaat. Hierbij verdrinken zes mannen.
  - 11 april – Een vissersboot met zeven opvarenden vergaat bij Værøy. Niemand overleeft.
  - 5 augustus – Een binnenvaartschip vergaat op de Altaelven bij Alta. Het schip kapseist met vijf mensen aan boord die allen verdrinken.
- 1886
  - 5 januari – Een vissersboot uit Kjelvik vergaat nabij deze plaats. Elf doden.
- 1887
  - 5 februari – Een vrachtboot met kolen vergaat bij Øksnes. Tien mensen komen om het leven, één wordt gered.
- 1893
  - 25 januari – Een scheepsramp rond de Lofoten en Vesteralen kost 130 vissers het leven.
  - 28 februari – Vijftien vissers uit Hammerfest komen tijdens een sneeuwstorm om het leven.[1]
  - 19 mei – Door een grondverschuiving worden in het dorp Verdal 112 mensen gedood.
- 1899
  - 13 oktober – Het Røvær-ongeluk. Deze scheepsramp kost 30 personen het leven. Door dezelfde storm komen 140 vissers van het eiland Frøya i Sør-Trøndelag om.

## 20e eeuw

### 1900-1909
- 1901
  - 22 januari – Sandsundværulykken op de Lofoten. Deze orkaan laat een spoor van vernieling achter. 34 mensen overleven de ramp niet.
- 1903
  - 8 januari – Ten minste elf vissers komen om als gevolg van noodweer in het zuiden van Noorwegen.[2]
- 1905
  - 15 januari – Een enorm rotsblok stort in het meer van Lovatnet bij Loen. De vloedgolf eist 61 dodelijke slachtoffers.
- 1906
  - 2 maart – Scheepsramp bij Folla, 25 doden.
  - 7 juni – Tijdens het pinksterweekend slaat bij Bergen een roeiboot met zes kinderen om. Vijf meisjes verdrinken, een jongen wordt gered.
  - Vijf mannen uit Noord-Vågsøy verdrinken bij de beugvisserij in Kråkenes.
- 1908
  - 30 maart – Vergaan van het zeilschip Inglewood op de rede van Mandal. Dertien doden.[3]

### 1910-1919
- 1910
  - 18 april – Scheepsramp in Finnmark na een zware storm. Ten minste twaalf vissers zijn hierbij verdronken.
- 1913
  - 13 maart – Aardverschuiving in Skjåk die enkele boerderijen bedelft met modder en rotsen. Dertien mensen werden gedood bij het ongeval.
  - 28 oktober – Twee stoomtrawlers komen in aanvaring bij Lepsøya. Acht opvarenden verdrinken hierbij.[4]
- 1918
  - 3 november - Het SS Energie uit Rotterdam, wordt na vertrek vanuit Haugesund vermist. Zeventien man moeten hierbij om het leven zijn gekomen.
  - 13 november - Vertrek van de Bertha uit Flekkefjord richting Rotterdam. Sindsdien wordt het schip vermist, waarbij de tien bemanningsleden moeten zijn omgekomen.

### 1920-1929
- 1920
  - De ramp van Ervik. Acht vissers uit deze plaats worden gedood in een storm op zee bij Stadhavet.
- 1921
  - 19 september – Treinongeluk bij Niedereid, in de buurt van Trondheim. Zes doden.
- 1922
  - 11 december – De GY.326 Celerina uit Grimsby loopt op de rotsen van Vardo. De acht bemanningsleden komen om.
- 1923
  - 11 februari – Het Duitse stoomschip Waltenhof vaart nabij Bergen op de klippen. Tien opvarenden verdrinken hierbij.[5]
- 1924
  - 17 juni – Haakon Jarl kapseist bij het eiland Landegode. Hierbij komen zeventien mensen om.
- 1929
  - 6 oktober – Ramp met de Haakon VII bij Florø. Achttien van de 74 opvarenden komen om het leven.

### 1930-1939
- 1930
  - 28 januari – Bij een schipbreuk op zee bij Bergen komen acht vissers om het leven.
- 1931
  - 17 maart – In de Havøysund bij Hammerfest vergaat het stoomschip Hera. 56 opvarenden worden gered, voor zes mensen kwam alle hulp te laat.
  - Schipbreuk van de Britse trawler Venus bij Hendaneset. Vijf doden. Twee bemanningsleden overleven en worden veroordeeld voor smokkel.
- 1932
  - 6 november – Vergaan van de GY.281 Golden Deeps. Elf opvarenden verdrinken.
- 1934
  - 6 maart – Het stoomschip Eika uit Ålesund vergaat nabij Egersund. Twaalf opvarenden verdrinken hierbij.[6]
  - 7 april – Grootschalige aardverschuiving in Tafjord in het Norddal. 40 doden.
  - 4 oktober: Het Belgische stoomschip Charles Jose vergaat nabij de Noorse kust. Negen bemanningsleden komen om het leven.
- 1936
  - 16 juni – Een vliegtuig van Det Norske Luftfartskole stort in dichte mist neer op de route van Bergen naar Trondheim. Drie passagiers en vier bemanningsleden komen om het leven.
  - 13 september – Nogmaals stort een enorm rotsblok stort in het meer van Lovatnet bij Loen. Deze vloedgolf eist 74 dodelijke slachtoffers. Na de ramp in 1905 overtuigden de autoriteiten de bewoners ervan om terug te keren, zo'n uitzonderlijke ramp zou zich geen tweede keer voordoen. In 1936 ging dit natuurlijk niet meer op, sindsdien woont er nauwelijks meer iemand. In 1950 is er nogmaals een rotslawine opgetreden, deze keer zonder slachtoffers.
  - 30 december - De trawler H-341 Admiral Collingwood vergaat bij het eiland Ona. Achttien opvarenden verdrinken.[7]
- 1938
  - 5 maart – Vergaan van de trawler H-160 Lady Lavinia bij Bereneiland. Zestien doden.
  - 6 november – Brand op het adres Hegdehaugsveien 32 te Oslo. Deze zeer grote brand kost uiteindelijk 29 mensenlevens.

### 1940-1949
- 1940
  - 19 november – Spoorwegongeluk bij Hommelvik. 22 doden.
  - 31 mei – SS Jadarland loopt op een drijvende mijn in Førlandsvågen. 24 doden.
- 1941
  - 22 juli – Brand op het troepentransportschip SS Blenheim in de Porsangerfjord. Hierbij komen 138 mensen om het leven, waaronder veel Duitse soldaten.
  - 26 december – SS Kong Ring loopt op een mijn in de Ullsfjord. 30 opvarenden komen hierbij om.
- 1942
  - 21 oktober – Ondergang van de Palatia. Het aantal omgekomenen bedraagt 986 mensen, waaronder 915 gevangenen uit de Sovjet-Unie.
  - 30 oktober – RAF-vliegtuig stort in zee. Tien doden.
- 1943
  - 30 september – Het Noorse stoomschip Sanct Svithun vliegt in brand na een Britse luchtaanval bij Kobbeholmen eiland. Zeventien bemanningsleden en 26 passagiers komen om.
  - 19 december – Munitie explosie in Filipstad bij Oslo. 41 mensen overleven dit ongeluk niet.
- 1944
  - 1 februari – Hurtigruten-schip Irma wordt getorpedeerd. 61 doden.
  - 20 februari – Stoomschip Hydro zinkt in de Tinnsjøen. Hierbij vallen achttien doden.
  - 28 februari – Spoorwegongeluk bij Breifoss. ten minste 25 mensen komen om.
  - 24 maart – Hurtigruten-schip Nordnorge wordt getorpedeerd of is op een mijn gelopen, en elf van een bemanning van dertien personen komen om.
  - 20 april – Explosie van Vågen. De Nederlandse trawler Voorbode explodeert in de haven van Bergen. 98 doden. Honderden huizen worden verwoest.
  - 21 april – Een Douglas DC3 van Lufthansa stort neer bij Frederikstad. Negen van de twintig inzittenden vinden de dood.
  - 4 oktober – Bombardement op Laksevåg bij Bergen door Britse bommenwerpers. Dit kost aan 193 burgers het leven.
  - 16 oktober – In Telemarken stort een Duitse Junker neer. Vijftien doden.
  - 29 oktober – Bombardement op Bergen. 42 doden.
  - 1 december – Het Noorse stoomschip Korsvik wordt onder Duitse vlag getorpedeerd door een Britse onderzeeboot tussen Noorwegen en de Shetlandeilanden. 82 doden.
- 1945
  - 8 januari – Scheepsramp bij Laukvik op Vågan, een deel van de Lofoten. Twintig doden.
  - 13 januari – Scheepsramp met de Rigel. Dit schip wordt bij Sandnessjøen tot zinken gebracht door geallieerde troepen. Op dit schip bevinden zich veel Russische krijgsgevangen. Het officiële dodental wordt gesteld op 2.572.
  - 30 januari – Treinongeluk bij Jørstad. Ten minste 70 Duitse soldaten komen om het leven.
  - 18 december – Een militaire Dakota C-47 crasht bij Voskenkollen. Alle zeventien bemanningsleden komen om.
- 1946
  - 4 januari – In een sneeuwstorm stort een Liberator B-24 neer bij Lundeheia Sirdal. Zeven doden.[8]
  - 20 februari – Scheepsramp bij Laukvik op Vågan, een deel van de Lofoten. Twintig doden.
  - 21 april – Het stoomschip Ramø loopt bij Henningsvær op een mijn uit de Tweede Wereldoorlog. Vijftien doden.
  - 22 mei – Vliegramp bij Oslo. Dertien doden.
- 1947
  - 28 augustus – De Kvitbjørn-vliegramp. In hevige mist stort een Noorse vliegboot (LN-IAV) neer bij Lødingen. 35 doden.
  - 4 oktober – Het Deense SS Jolanthe vergaat bij Sundet in het Kattegat. Zes opvarenden komen om het leven.
- 1948
  - 5 juli – Zwaar busongeluk in het Dunderlandsdal. Hierbij vallen zestien doden.
  - 14 september – Mijnongeluk bij Ny-Ålesund op Spitsbergen. 15 mijnwerkers worden gedood.
  - 6 september – Een militair vliegtuig stort neer bij Førdesveten. Dertien van de vijftien inzittenden komen om.[9]
  - 2 oktober – Nabij Hommelvika, in de buurt van Trondheim stort een vliegtuig van Det Norske Luftfartselskap neer. Dit ongeluk kost negentien mensenlevens.
- 1949
  - 20 november – Vliegramp bij Hurum, provincie Buskerud. 34 doden.

### 1950-1959
- 1950
  - 15 november - Treinramp op het Hjuksebø stasjon van Sauherad. Veertien mensen overleven het ongeluk niet.
- 1951
  - 5 december - Vergaan van het SS Sandeid. Het schip is met vijftien opvarenden en levende have in zwaar weer onderweg naar Stavanger. Op de Boknafjord gaat het mis, acht opvarenden komen om.
- 1952
  - 7 januari - Mijnongeluk op Spitsbergen. Vijftien doden.
  - 15 januari - De trawler IJM 31 vergaat tijdens een zware storm in de buurt van Stavanger. De dertien opvarenden komen hierbij om het leven.
  - 5 mei - Een Douglas C-47A van Fred Olsen Flyveselskap stort neer bij Skien. Van de 29 inzittenden komen er elf om het leven.
- 1953
  - 31 januari – De vissersboot "Stavnes" van Stadhavet komt in aanvaring met een vrachtschip tussen Haugsholmen en Åramsundet. Alle acht opvarenden komen om.
  - 19 maart – Opnieuw een mijnongeluk bij Ny-Ålesund op Spitsbergen. Ditmaal komen negentien mijnwerkers om.
  - 7 oktober – Modderstroom bij Bekkelaget nabij Oslo. Ook de Østfoldbanen wordt bedekt. De lokale trein stopt op tijd, maar de Drøbak bus wordt meegenomen door de aardverschuiving. Vijf mensen worden gedood.
- 1954
  - 8 februari – Scheepsrampen met de Laforey Ytterøyane op Florø en de GY.85 Laforey op Sendingene. 41 doden.
  - 1 september – Ondergang van de Nordstjernen van het Bergenske Dampskibsselskab in de Raftsundet. Vijf doden.
- 1955
  - 23 december – Bij Hammersmith vergaat de H.249 Prince Charles. Negen doden.
- 1956
  - 1 maart – Scheepsramp met de Brenning bij Stadhavet. 32 doden.
  - 7 maart – Lawine op de Lofoten. Deze veroorzaakt 21 slachtoffers.
- 1959
  - 15 september – Scheepsramp met de Pelagia bij Skomvær op het eiland Røst. 32 doden.
  - 7 mei – Een aardverschuiving in Sokkelvika sleurt enkele huizen mee het water in en eist negen levens.
  - 22 juni – Stalheimbrand in Stalheim vlak bij Gudvangen. Een hotelbrand eist in dit kleine dorp 25 mensenlevens.
  - 9 december – De 21 opvarenden van de Elfrida vinden hun graf in de woedende golven van de Noordzee tijdens een zware storm.

### 1960-1969
- 1961
  - 9 augustus – Vliegramp met een Brits vliegtuig bij Holtaheia. 39 Britten komen hierbij om.
  - 21 oktober – Scheepsramp met het postschip Sanct Svithun op de Hurtigruten. Deze ramp kost 41 opvarenden het leven.
- 1962
  - 5 november – Een mijnongeluk Ny-Ålesund op Spitsbergen kost 21 doden.
- 1963
  - 14 april – Een vliegtuig van de IJslandse maatschappij Icelandair Flugfélag Islands stort neer op Nesøya. Alle twaalf inzittenden komen om het leven.
- 1964
  - 1 februari - De Groningse coaster Titan vergaat bij de zuidkust van Noorwegen. Negen doden, allen Nederlanders.
- 1965
  - 31 januari - Vergaan van het vissersschip Boye Nilsen uit Myre (Nordland). De boot zinkt in onopgehelderde omstandigheden bij de Fugløybanken en alle veertien bemanningsleden komen om.
- 1966
  - 5 januari - Vergaan van het Letse vissersschip SRT 4436 Tukums in de Noorse Zee. 22 doden.
- 1967
  - 31 augustus - Een Frans militair vliegtuig stort neer op Spitsbergen. Elf doden.
- 1968
  - 31 augustus - Een De Havilland stort neer bij Odda. Van de zes inzittenden overleeft er slecht een.
- 1969
  - Zeven kinderen worden gedood door een sneeuwlawine in het Oppdal.

### 1970-1979
- 1971
  - 2 januari – Het beugvisserijvaartuig "Sail Rock" vergaat tijdens een storm op de Viking Bank. Negen mannen werden gedood - zes van hen waren afkomstig van het piepkleine eilandje Silda. De andere drie waren afkomstig uit Selje.
  - 23 november – Zes mannen en een jongen worden gedood in een lawine op Molaupen i Hjørundfjorden.
- 1972
  - 11 juli – Vliegramp bij Harstad met een militair vliegtuig. Zeventien mensen komen om.
  - 23 december – Vliegramp in de provincie Akershus eist 40 doden.
- 1974
  - 8 februari – Scheepsramp met de Gaul op de Noorse Zee boven Finnmark. 36 opvarenden verdrinken.
  - 11 februari – In hetzelfde gebied raakt de Noorse trawler Lance uit Gratangen aan de grond. Tien Noren en een Zweed komen hierbij om het leven.
- 1975
  - 22 februari – Tussen Tretten en Lillehammer vindt een treinramp plaats. Hierbij vallen 27 doden.
- 1976
  - 5 januari – In een zware storm komen in Finnmark zeven vissers om het leven.
  - 1 maart – Het olieplatform Deep Sea Driller kapseist. Zes doden.
- 1977
  - 23 november – Helikopter van Ekofisk stort met onbekende oorzaak in de Noordzee. Twaalf doden.
- 1978
  - 22 februari – Een helikopter-ongeluk op de Noordzee eist achttien levens.

### 1980-1989
- 1980
  - 27 maart – Kapseizen van het Alexander L. Kielland olieplatform. Na een zware storm begaf een pijler van het platform het en 123 van de 212 mensen lieten daarbij het leven. De meesten waren afkomstig uit Rogaland.
  - Vijf scholieren uit Stavanger worden gedood in een aardverschuiving in het Sirdal.
- 1981
  - Vijf mensen worden gedood door een aardverschuiving in Mo i Rana.
- 1982
  - 11 maart – Vliegramp op het schiereiland Nordkinn. Vijftien doden.
- 1983
  - 5 november – Duikongeval op het olieplatform Byford Dolphin. Vijf mensen komen hierbij om het leven.
- 1985
  - 4 november – Bij Condeep aan de Gansfjorden bij Stavanger kapseist een platform. Tien mensen komen hierbij om het leven.
- 1986
  - 5 maart – Een lawine bedelft soldaten op wintertraining in het Vassdall. Zestien van hen overleven dit ongeluk niet.
- 1987
  - 3 april – Een klein vliegtuigje stort neer zuidwestelijk van Oslo. Tien doden, waaronder acht Noren.[10]
- 1988
  - 6 mei – Vliegtuigongeluk in het noorden van Noorwegen, vlak bij Brunneysund. Hierbij komen 36 inzittenden om.[11]
  - 15 augustus – Busongeluk in Måbødalen. Zestien doden.
- 1989
  - 9 april – Bij een explosie op een kernonderzeeër van de Sovjet-Unie tussen Bereneiland en de Noorse kust komen 42 Russen om het leven.

### 1990-1999
- 1990
  - 7 april – Scheepsramp met de Scandinavian Star. Op deze veerboot breekt een zware brand uit, waarbij 158 opvarenden om het leven komen.
  - 12 april – Neerstorten van Widerøe vlucht 839 bij Namsos. Van de zeventien inzittenden komen er zes om het leven.
  - 16 april – Treinongeluk op de Drammensbanen bij het Lysaker station in Oslo. Vijf doden.
- 1993
  - 3 oktober – Treinongeluk bij Nordstrand station in Oslo kost vijf mensen het leven.
  - 27 oktober – Widerøe vlucht 744 stort neer bij Værøy. Vijf doden.
- 1996
  - 29 augustus – Vliegramp op Spitsbergen. Een vliegtuig met familie van Russische mijnwerkers stort neer, waarbij 141 doden vallen.
- 1997
  - 8 februari – Een bulkschip zinkt in de buurt van Stavanger. Twintig Poolse opvarenden komen om.
  - 8 september – Een Super Puma helikopter stort met personeel van een olieplatform neer in de Brønnøysund bij Nornefeltet.
  - 18 september – 23 Russische en Oekraïense mijnwerkers komen om na een explosie in een mijn in Barentszburg, (Spitsbergen).
- 1998
  - 19 september – Treinongeluk Op Golstasjon, een station van de Bergensbanen, gelegen bij Buskerud. Hierbij komen vijf mensen om het leven.
- 1999
  - 26 november – Scheepsramp met de catamaran Sleipner. Zestien opvarenden verdrinken.

## 21e eeuw

### 2000-2009
- 2000
  - 4 januari – Zwaar spoorwegongeluk bij Åsta. Negentien doden.
  - 19 januari – Door een lawine storten een bus en een truck in zee bij Kjosen. Vijf doden.
- 2004
  - 19 januari – Vergaan van het schip Rocknes in de buurt van Bergen. Achttien opvarenden verdrinken.
- 2008
  - 26 maart – Een rots raakt los en raakt een flatgebouw in Ålesund. Het gebouw stort in en vijf mensen komen hierbij om.
  - 7 april – Brand in de groeve van Barentszburg op Spitsbergen. 29 Russische mijnwerkers komen hierbij om het leven.
- 2009
  - 28 juni – Bij een ongeluk in de Eiksundtunnel komen vijf mensen om het leven. De acht kilometer lange Eiksundtunnel verbindt het eiland Hareidlandet met het Noorse vasteland.

### 2010-2019
- 2011
  - 7 januari – Zwaar verkeersongeluk in het noorden van Noorwegen. Hierbij zijn vijf mensen om het leven gekomen en vier ernstig gewond geraakt. Het ongeluk voltrok zich in Lavangsdalen bij Tromsø, ongeveer 400 kilometer ten noorden van de poolcirkel.
- 2012
  - 15 maart - Noors legervliegtuig stort neer op de flanken van de Kebnekaise.
  - 20 maart – Door een lawine op de berg Sorbmegáisá, in het noorden van het land bij Kåfjord (Troms) komen vier Fransen en een Zwitser om het leven. Zes mensen werden bedolven, er kon er één worden gered.[12]

### 2020-heden
- 2020
  - 30 december - In Ask worden verschillende huizen en gebouwen verwoest door een aardverschuiving. Er vallen 10 doden.